# Césarville-Dossainville
Cesarville-Dossainville – miejscowość i gmina we Francji, w Regionie Centralnym, w departamencie Loiret.
Według danych na rok 1990 gminę zamieszkiwały 232 osoby, a gęstość zaludnienia wynosiła 12 osób/km² (wśród 1842 gmin Regionu Centralnego Cesarville-Dossainville plasuje się na 908. miejscu pod względem liczby ludności, natomiast pod względem powierzchni na miejscu 681.).